# (16211) Samirsur
(16211) Samirsur est un astéroïde de la ceinture principale.

## Description
(16211) Samirsur est un astéroïde de la ceinture principale. Il fut découvert le 4 février 2000 à Socorro (Nouveau-Mexique) par le projet LINEAR. Il présente une orbite caractérisée par un demi-grand axe de 2,32 UA, une excentricité de 0,12 et une inclinaison de 3,9° par rapport à l'écliptique.

## Compléments